# Cornwall (enhetskommun)
Cornwall är en enhetskommun i det ceremoniella grevskapet Cornwall i England,  Storbritannien. Kommunen har 575 413 invånare (2022). Administrativ huvudort är Truro.
Kommunen omfattar det ceremoniella grevskapet Cornwall förutom Scillyöarna som utgör en egen kommun.  Större orter är Bodmin, Cambourne, Falmouth, Saltash, St Austell och Truro. Den är indelad i drygt 200 civil parishes för visst lokalt självstyre.